# Widoro (Pacitan)
Widoro is een bestuurslaag in het regentschap Pacitan van de provincie Oost-Java, Indonesië. Widoro telt 1710 inwoners (volkstelling 2010).